# Potaș, Mankivka
Potaș (în ucraineană Поташ) este o comună în raionul Mankivka, regiunea Cerkasî, Ucraina, formată numai din satul de reședință.

## Demografie
Componența lingvistică a comunei Potaș
     Ucraineană (97,27%)
     Rusă (2,03%)
     Alte limbi (0,08%)
Conform recensământului din 2001, majoritatea populației comunei Potaș era vorbitoare de ucraineană (97,27%), existând în minoritate și vorbitori de rusă (2,03%).